# Guldløven
Il Leone d’Oro (dansk: Guldløven) er den højeste pris der tildeles ved Filmfestivalen i Venedig. Prisen blev introduceret i 1949 af den organiserende komite og betragtes nu som en af filmindustriens mest fremtrædense priser. I 1970 blev en anden Guldløve introduceret; denne er en ærespris til personer, der har ydet et vigtigt bidrag til filmindustrien.
Prisen blev introduceret i 1949 som Guldløven fra St. Mark (den bevingede løve der havde været afbilledet på Republikken Venedigs flag.). Tidligere var den tilsvarende pris den såkaldte Gran Premio Internazionale di Venezia (Store Internationale Pris i Venedig), tildelt i 1947 og 1948. Før det, fra 1934 til 1942, var de mest prestigefyldte priser Coppa Mussolini for Bedste Italienske Film og Bedste Udenlandske Film.
Ingen Guldløver blev uddelt mellem 1969 og 1979.

## Gran Premio Internazionale di Venezia
| År   | Titel  | Instruktør       |
| ---- | ------ | ---------------- |
| 1947 | Siréna | Karel Stekly     |
| 1948 | Hamlet | Laurence Olivier |

## Guldløven
14 franske film er blevet tildelt Guldløven, hvilket er flere end til en hvilken som helst anden nation. Det kan noteres at Guldløven har tendens til at blive tildelt europæiske mænd: 33 af de 54 vindere har været europæiske mænd (inklusiv sovjetiske/russiske vindere). Dog er denne bias hovedsageligt fra før 1980: før dette år var kun 3 ud af 21 vindere ikke-europæere. Siden 1949 har kun få kvinder vundet Guldløven som instruktører, indiskfødte Mira Nair, amerikanskfødte Sofia Coppola, tyske Margarethe von Trotta og belgiske Agnès Varda, som begge vandt for mere end to årtider siden. Selvom talrige amerikanere har vundet ærespriser ved festivalen, har amerikanere kun vundet Guldløven fire gange, med priser til John Cassavetes og Robert Altman (begge gange var prisen delt med andre vindere), så vel som Darren Aronofsky (første amerikanske enevinder) og Sofia Coppola.
| År      | Titel                                                                       | Instruktør                         | Oprindelse                                |
| ------- | --------------------------------------------------------------------------- | ---------------------------------- | ----------------------------------------- |
| 1949    | Manon                                                                       | Henri-Georges Clouzot              | * Frankrig                                |
| 1950    | Justice est faite                                                           | André Cayatte                      | Frankrig                                  |
| 1951    | Rashōmon                                                                    | Akira Kurosawa                     | * Japan                                   |
| 1952    | Jeux interdits                                                              | René Clément                       | Frankrig                                  |
| 1953    | No award                                                                    | No award                           | No award                                  |
| 1954    | Romeo and Juliet                                                            | Renato Castellani                  | * Italien                                 |
| 1955    | Ordet                                                                       | Carl Theodor Dreyer                | Danmark                                   |
| 1956    | Ingen pris                                                                  | Ingen pris                         | Ingen pris                                |
| 1957    | Aparajito                                                                   | Satyajit Ray                       | * Indien                                  |
| 1958    | Muhomatsu no issho                                                          | Hiroshi Inagaki                    | Japan                                     |
| 1959    | General della Rovere (uafgjort) The Great War (La grande guerra) (uafgjort) | Roberto Rosselini Mario Monicelli  | Italien · Italien                         |
| 1960    | Le passage du Rhin                                                          | André Cayatte                      | Frankrig                                  |
| 1961    | L'année dernière à Marienbad                                                | Alain Resnais                      | Frankrig                                  |
| 1962    | Cronaca familiare (uafgjort) Ivan's Childhood (Ivanovo detstvo) (uafgjort)  | Valerio Zurlini Andrei Tarkovsky   | Italien · * Sovjetunionen                 |
| 1963    | Le mani sulla città                                                         | Francesco Rosi                     | Italien                                   |
| 1964    | Il deserto rosso                                                            | Michelangelo Antonioni             | Italien                                   |
| 1965    | Vaghe stelle dell'Orsa                                                      | Luchino Visconti                   | Italien                                   |
| 1966    | La battaglia di Algeri                                                      | Gillo Pontecorvo                   | Italien                                   |
| 1967    | Belle de jour (film)                                                        | Luis Buñuel                        | Frankrig                                  |
| 1968    | Die Artisten in der Zirkuskuppel: Ratlos                                    | Alexander Kluge                    | * Vesttyskland                            |
| 1969-79 | Ingen pris                                                                  | Ingen pris                         | Ingen pris                                |
| 1980    | Atlantic City (uafgjort) Gloria (uafgjort)                                  | Louis Malle John Cassavetes        | * Canada/ Frankrig · * USA                |
| 1981    | Die Bleierne Zeit                                                           | Margarethe von Trotta              | Vesttyskland                              |
| 1982    | Der Stand der Dinge                                                         | Wim Wenders                        | Vesttyskland                              |
| 1983    | Prénom Carmen                                                               | Jean-Luc Godard                    | Frankrig                                  |
| 1984    | Rok spokojnego slonca                                                       | Krzysztof Zanussi                  | * Polen                                   |
| 1985    | Sans toit ni loi                                                            | Agnès Varda                        | Frankrig                                  |
| 1986    | Le rayon vert                                                               | Éric Rohmer                        | Frankrig                                  |
| 1987    | Au revoir, les enfants                                                      | Louis Malle                        | Frankrig                                  |
| 1988    | La leggenda del santo bevitore                                              | Ermanno Olmi                       | Italien                                   |
| 1989    | Bei qing cheng shi                                                          | Hou Hsiao-Hsien                    | * Taiwan                                  |
| 1990    | Rosencrantz & Guildenstern Are Dead                                         | Tom Stoppard                       | * Storbritannien/ USA                     |
| 1991    | Urga                                                                        | Nikita Mikhalkov                   | * Sovjetunionen                           |
| 1992    | Qiu Ju da guan si                                                           | Zhang Yimou                        | Kina                                      |
| 1993    | Short Cuts (uafgjort) Trois couleurs: Bleu (uafgjort)                       | Robert Altman Krzysztof Kieślowski | USA · Frankrig/ Polen                     |
| 1994    | Ai qing wan sui (uafgjort) Before the Rain (uafgjort)                       | Tsai Ming-liang Milčo Mančevski    | Taiwan · * Makedonien                     |
| 1995    | Cyclo (Xich lo)                                                             | Anh Hung Tran                      | Frankrig- Vietnam                         |
| 1996    | Michael Collins                                                             | Neil Jordan                        | * Irland                                  |
| 1997    | Fireworks (Hana-bi)                                                         | Takeshi Kitano                     | Japan                                     |
| 1998    | Così ridevano                                                               | Gianni Amelio                      | Italien                                   |
| 1999    | Yi ge dou bu neng shao                                                      | Zhang Yimou                        | Kina                                      |
| 2000    | The Circle (Dayereh)                                                        | Jafar Panahi                       | * Iran                                    |
| 2001    | Monsoon Wedding                                                             | Mira Nair                          | Indien/ USA/ Italien/ Frankrig/* Tyskland |
| 2002    | The Magdalene Sisters                                                       | Peter Mullan                       | Irland                                    |
| 2003    | Vozvrashcheniye                                                             | Andrey Zvyagintsev                 | Rusland                                   |
| 2004    | Vera Drake                                                                  | Mike Leigh                         | Storbritannien                            |
| 2005    | Brokeback Mountain                                                          | Ang Lee                            | USA                                       |
| 2006    | Sanxia haoren                                                               | Jia Zhangke                        | Kina                                      |
| 2007    | Lust, Caution (Se, jie)                                                     | Ang Lee                            | USA/ Kina/ Taiwan                         |
| 2008    | The Wrestler                                                                | Darren Aronofsky                   | USA                                       |
| 2009    | Lebanon                                                                     | Samuel Maoz                        | * Israel                                  |
| 2010    | Somewhere                                                                   | Sofia Coppola                      | USA                                       |
| 2011    | Faust                                                                       | Aleksander Sokurov                 | Rusland                                   |
| 2012    | Pieta                                                                       | Kim Ki-duk                         | Sydkorea                                  |
| 2013    | Sacro GRA                                                                   | Gianfranco Rosi                    | Italien                                   |
| 2014    | En duva satt på en gren och funderade på tillvaron                          | Roy Andersson                      | Sverige                                   |
| 2015    | From afar                                                                   | Lorenzo Vigas                      | Venezuela                                 |

*indikerer første vinder

## Guldløven – Ærespris
| År   | Vinder(e) |
| ---- | --- |
| 1970 | Orson Welles |
| 1971 | Ingmar Bergman, Marcel Carné, Charles Aznavour og John Ford |
| 1972 | Charles Chaplin, Anatoly Golovnya og Billy Wilder |
| 1982 | Alessandro Blasetti, Luis Buñuel, Frank Capra, George Cukor, Jean-Luc Godard, Sergei Yutkevich, Alexander Kluge, Akira Kurosawa, Michael Powell, Satyajit Ray, King Vidor og Cesare Zavattini |
| 1983 | Michelangelo Antonioni |
| 1985 | Manoel de Oliveira, John Huston og Federico Fellini |
| 1986 | Paolo Taviani og Vittorio Taviani |
| 1987 | Luigi Comencini og Joseph L. Mankiewicz |
| 1988 | Joris Ivens |
| 1989 | Robert Bresson |
| 1990 | Marcello Mastroianni og Miklos Jancso |
| 1991 | Mario Monicelli og Gian Maria Volonté |
| 1992 | Jeanne Moreau, Francis Ford Coppola og Paolo Villaggio |
| 1993 | Steven Spielberg, Robert De Niro, Roman Polanski og Claudia Cardinale |
| 1994 | Al Pacino, Suso Cecchi D'Amico og Ken Loach |
| 1995 | Woody Allen, Monica Vitti, Martin Scorsese, Alberto Sordi, Ennio Morricone, Giuseppe de Santis, Goffredo Lombardo og Alain Resnais                                                            |
| 1996 | Robert Altman, Vittorio Gassman, Dustin Hoffman og Michèle Morgan |
| 1997 | Gerard Depardieu, Stanley Kubrick og Alida Valli |
| 1998 | Warren Beatty, Sophia Loren og Andrzej Wajda |
| 1999 | Jerry Lewis |
| 2000 | Clint Eastwood and Éric Rohmer |
| 2002 | Dino Risi |
| 2003 | Dino De Laurentiis og Omar Sharif |
| 2004 | Stanley Donen og Manoel de Oliveira |
| 2005 | Hayao Miyazaki og Stefania Sandrelli |
| 2006 | David Lynch |
| 2007 | Tim Burton |
| 2008 | Ermanno Olmi |
| 2009 | John Lasseter, Brad Bird, Pete Docter, Andrew Stanton, og Lee Unkrich |
| 2010 | John Woo |
| 2011 | Marco Bellocchio |
| 2012 | Francesco Rosi |

## Gentagne vindere
- André Cayatte  (1950; 1960)
- Louis Malle  (1980; 1987)
- Zhang Yimou  (1992; 1999)
- Ang Lee  (2005; 2007)